# Mitthyridium geheebii
Mitthyridium geheebii là một loài rêu trong họ Calymperaceae. Loài này được Paris H. Rob. mô tả khoa học đầu tiên năm 1975.